# Copiapoa atacamensis

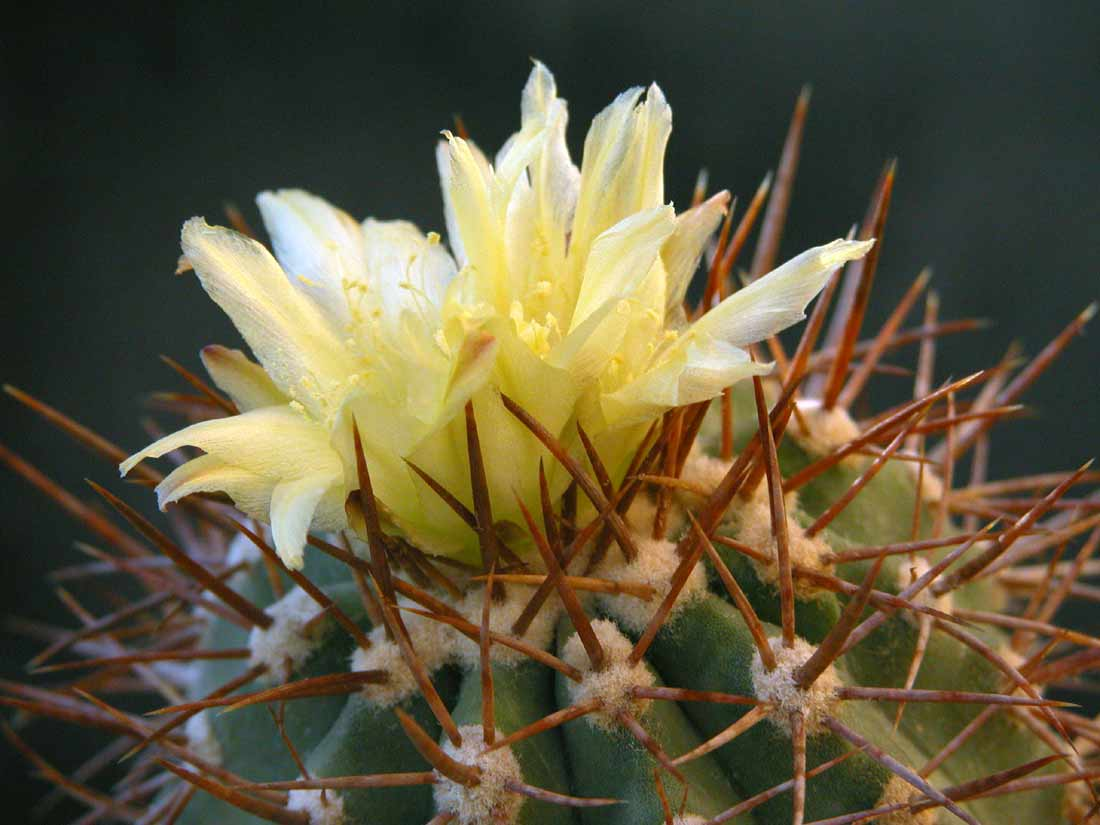
Pflanze mit Blüte

Copiapoa atacamensis ist eine Pflanzenart aus der Gattung Copiapoa in der Familie der Kakteengewächse (Cactaceae). Das Artepitheton atacamensis verweist auf das Vorkommen der Art in der chilenischen Atacama-Wüste.

## Beschreibung
Copiapoa atacamensis wächst einzeln oder reichlich sprossend und bildet dabei größere Polster aus. Die kugeligen bis verlängert kugeligen Triebe sind graugrün mit einer gräulich weißen Wachsschicht. Sie messen bis zu zwölf Zentimeter im Durchmesser. Die 12 bis 16 Rippen sind scharf bis stumpf, oberseits etwas gerundet und kaum in Höcker aufgelöst. Manchmal sind sie auch spiralig angeordnet. Die Areolen sind oft zusammenfließend. Sie sind zuerst orangebraun, später schwärzlich und fast nackt. Die Dornen sind bräunlich, später gräulich schwarz bis ganz grau. Es werden ein gerade, abstehender Mitteldorn mit drei bis vier Zentimeter Länge und fünf bis sieben schlanke, leicht rückwärts gebogene Randdornen mit ein Zentimeter Länge unterschieden.
Die weit geöffneten gelben Blüten duften. Sie sind 3 bis 3,5 Zentimeter lang. Die Früchte sind grünlich bis rosafarben und mit wenig Schuppen besetzt.

## Verbreitung und Systematik
Copiapoa atacamensis ist in Chile in der Región Antofagasta  zwischen Cerro Moreno und Paposo verbreitet.
Die Erstbeschreibung erfolgte 1980 durch Harry Middleditch. Nomenklatorische Synonyme sind Copiapoa calderana subsp. atacamensis (Middled.) Doweld (2001) und Copiapoa calderana subsp. atacamensis (Middled.) D.R.Hunt (2002).

## Nachweise